# Grevegårdens kyrka
Grevegårdens kyrka är en kyrkobyggnad som tillhör Tynnereds församling i Göteborgs stift. Den ligger i stadsdelen Tynnered i Göteborgs kommun.

## Föregångare
En tidigare kyrka flyttades 1975 till Grevegården från Tynnereds kyrkplats. Det var en vandringskyrka, tillverkad av Oresjö Sektionshus AB efter ritningar av Torsten Hansson och Per Persson.

## Kyrkobyggnaden
Nuvarande kyrka uppfördes 1992 efter ritningar av arkitekt Rolf Bergh och invigdes 30 augusti samma år av biskop Lars Eckerdal. Byggnaden har en stomme av betong och innehåller kyrkorum, församlingssal, samlingsrum, kontor samt förskola. Den ligger på en kuperad skogstomt i suterräng och har två våningar. Kyrksalen är klädd med träpanel i olika träslag. 
Klockstapeln är av trä och har ett synligt klockspel.

## Inventarier
- Altarprydnaden är sju kopior av ryska ikoner från 1500-talet.
- Bakom altaret finns ett korsfönster utformat av Britta Reich-Eriksson.
- Orgeln är tillverkad av Tostareds kyrkorgelfabrik och har två manualer.

## Exteriörbilder

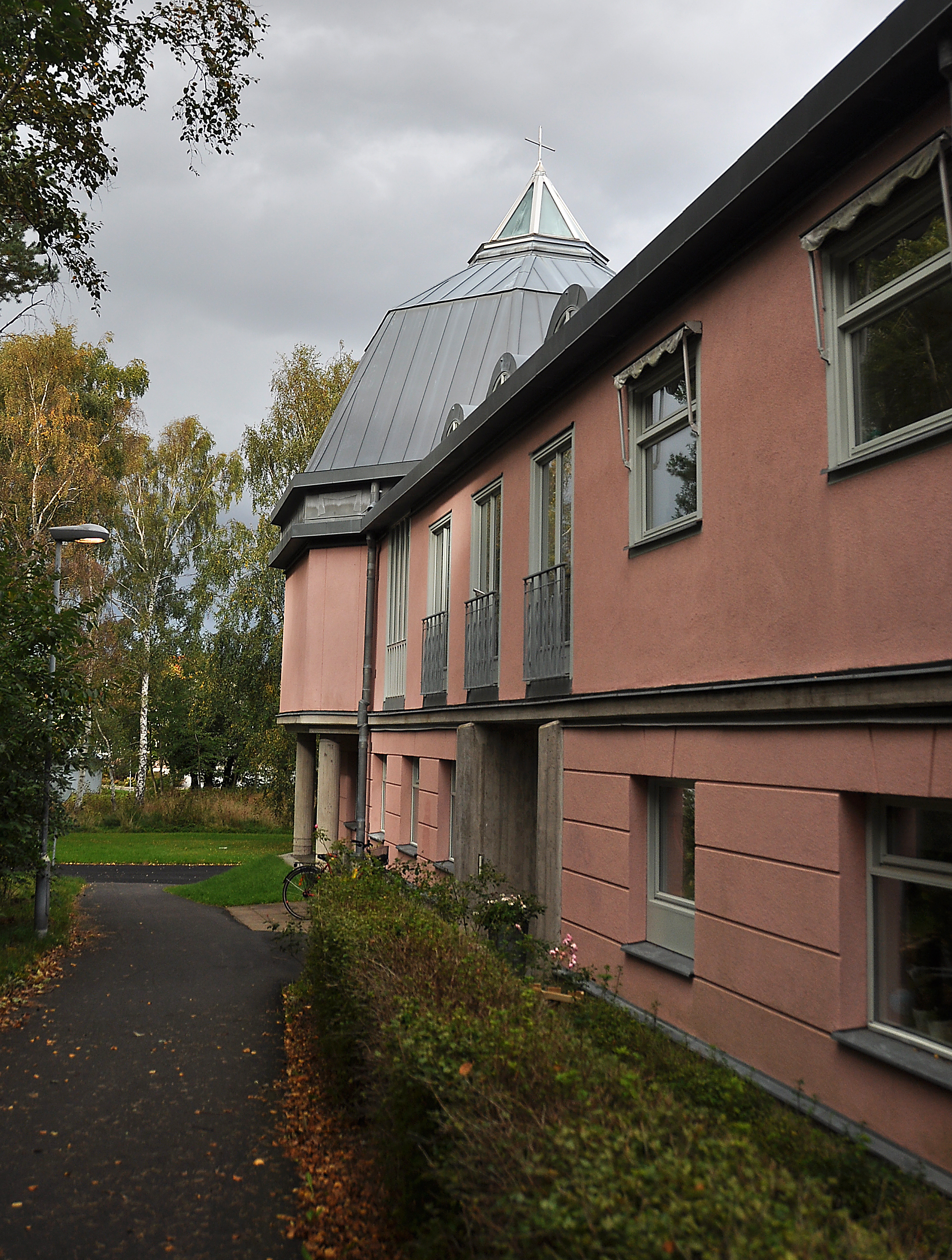
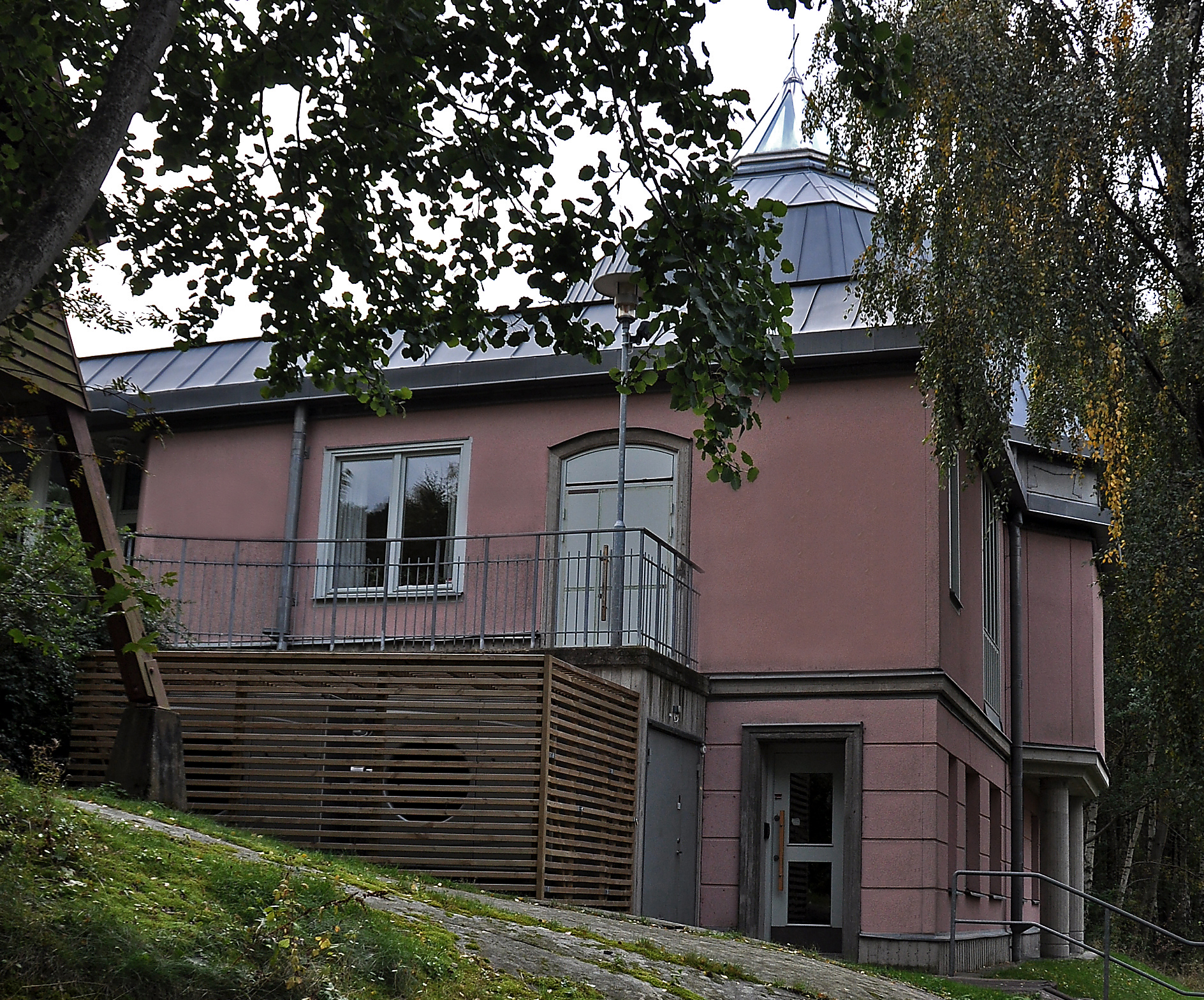
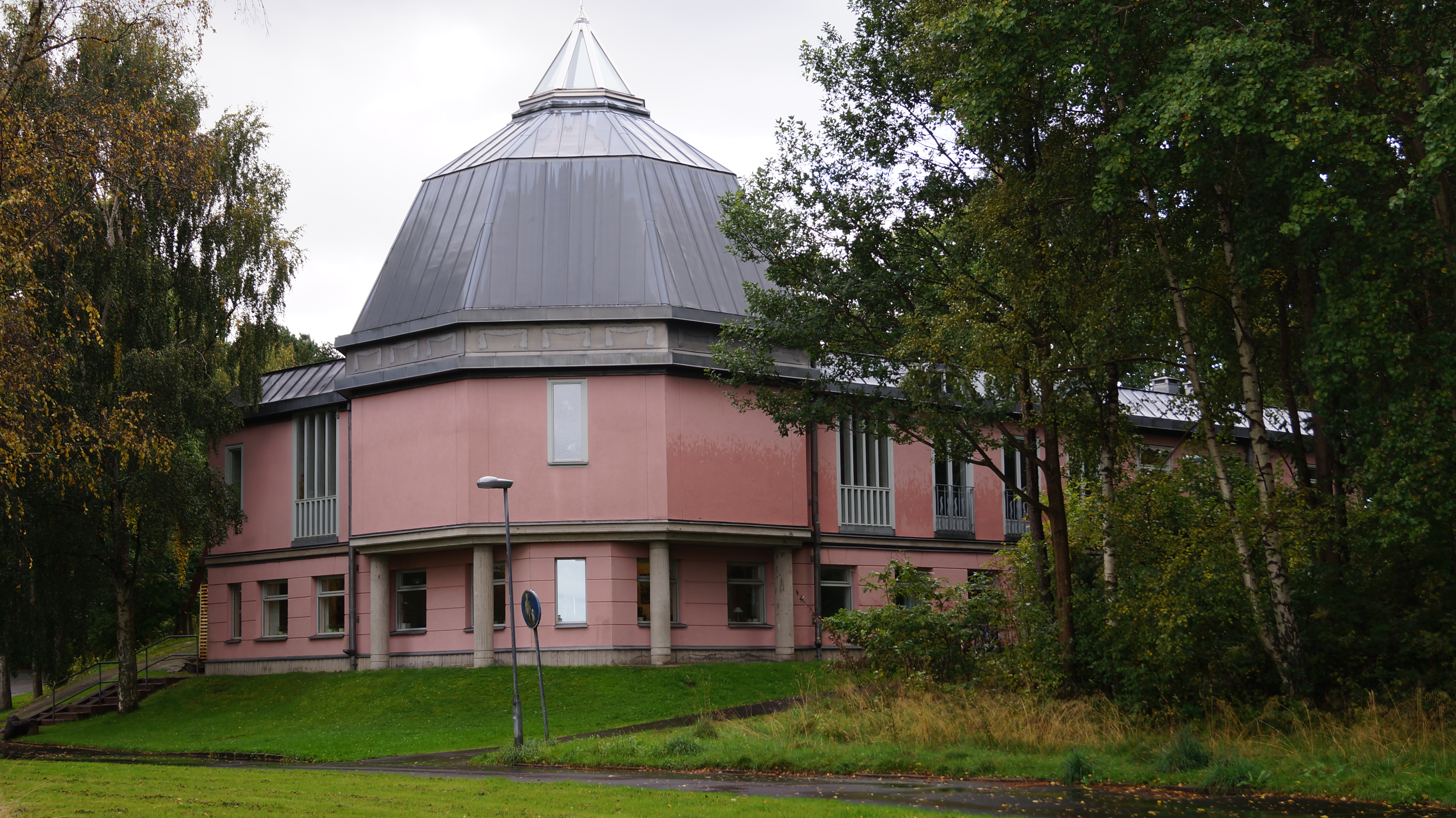
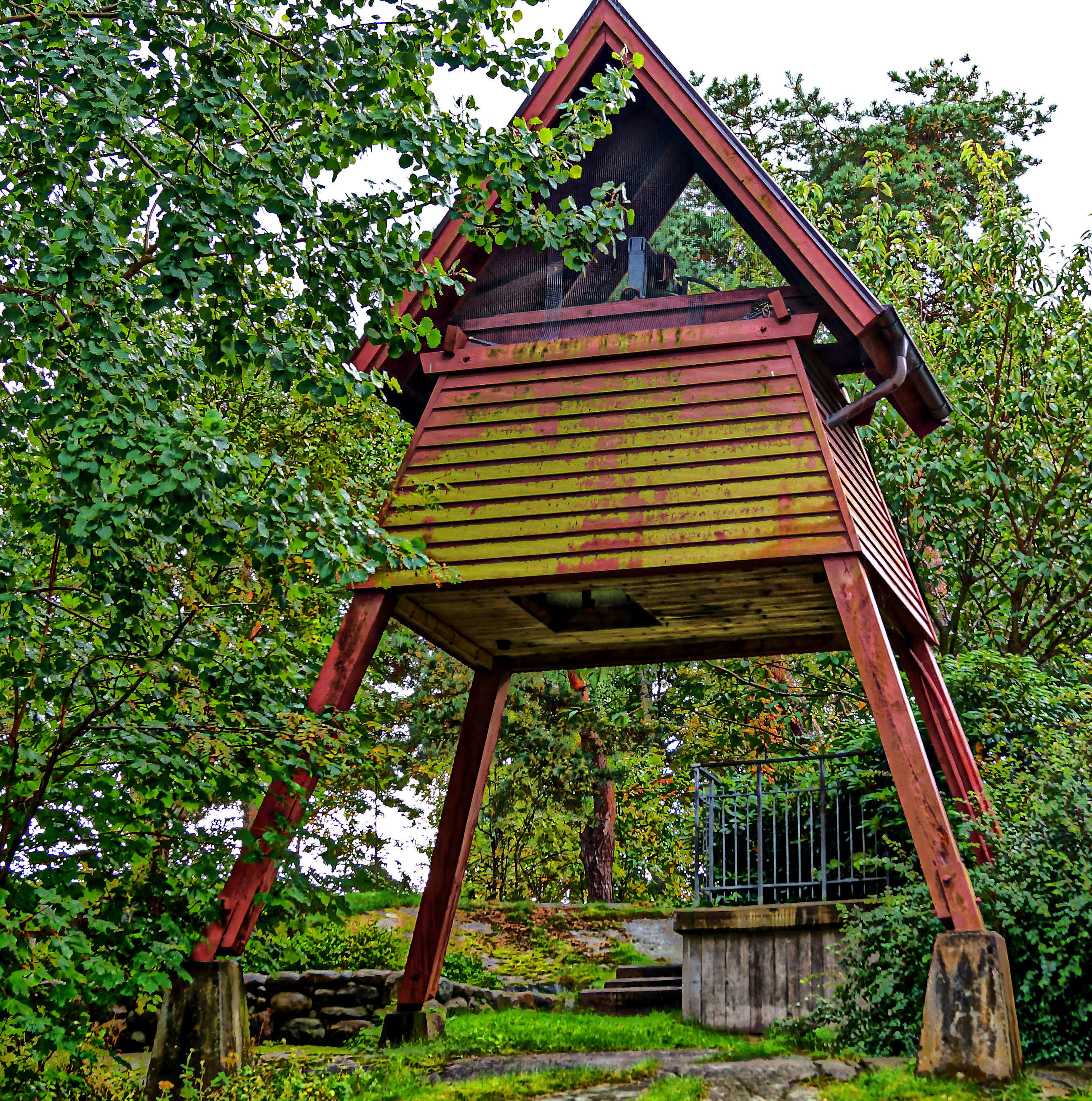